# Futbol Club Barcelona hockey sobre patines 2018-2019
Questa voce raccoglie le informazioni riguardanti la sezione di hockey su pista del Futbol Club Barcelona  nelle competizioni ufficiali della stagione 2018-2019.

## Maglie e sponsor
Lo sponsor tecnico per la stagione 2018-2019 fu Nike, mentre lo sponsor ufficiale fu Lassa Tyres.
| 1ª divisa | 2ª divisa |

## Organico

### Giocatori
| N° | Naz.                  | Ruolo | Sportivo           |  |  |  |
| -- | --------------------- | ----- | ------------------ |  |  |  |
| 1  | Spagna (bandiera)     | P     | Aitor Egurrola     |  |  |  |
| 2  | Spagna (bandiera)     | E     | Alejandro Joseph   |  |  |  |
| 3  | Spagna (bandiera)     | E     | Marc Gual          |  |  |  |
| 4  | Argentina (bandiera)  | E     | Matías Pascual     |  |  |  |
| 7  | Argentina (bandiera)  | E     | Pablo Álvarez Vera |  |  |  |
| 8  | Spagna (bandiera)     | E     | Pau Bargalló       |  |  |  |
| 9  | Spagna (bandiera)     | E     | Sergi Panadero     |  |  |  |
| 10 | Spagna (bandiera)     | P     | Sergi Fernández    |  |  |  |
| 24 | Spagna (bandiera)     | E     | Nil Roca           |  |  |  |
| 33 | Spagna (bandiera)     | E     | Ignacio Alabart    |  |  |  |
| 79 | Portogallo (bandiera) | E     | João Rodrigues     |  |  |  |

### Staff tecnico
- Allenatore:  Eduardo Castro